# ユニバーサル・マウント
ユニバーサル・マウント (universal mount) とは、カメラの交換用レンズのマウント規格で、各社共用で使用しているものをいう。
各社のボディとレンズを混用できる利点があるが、多機能化に伴い互換性が失われることが多いため減少する傾向にある。
エルンスト・ライツ（現ライカ）が制定し多数のメーカーが採用したライカLマウントやライカMマウント、イハゲーがキネエクサクタ用に制定して東京光学（現トプコン）が採用したエクサクタマウント、ツァイス・イコンがコンタックスS用に制定し旭光学工業（現リコーイメージング）、富士フイルム、リコー、マミヤ光機（現マミヤ・オーピー）等多数のメーカーが採用したM42マウント、旭光学工業（現リコーイメージング）が制定しリコー、コシナ、ケンコー等が採用したペンタックスKマウント等がこれに当たる。フリードリヒ・デッケルが開発したが機種識別爪をつけてしまったため当時としては互換性がなかったデッケルマウントもユニバーサルマウントと呼ぶ場合がある。
オリンパスやパナソニックが参加するフォーサーズシステムもデジタル一眼レフカメラ用にデザインされたユニバーサルマウントである。